# Macruronus magellanicus
Macruronus magellanicus és una espècie de peix pertanyent a la família dels merlúccids.

## Descripció
- Pot arribar a fer 115 cm de llargària màxima (normalment, en fa 80) i 5.000 g de pes.
- El dors és de color blau violaci i el ventre argentat amb un lleuger tint blavós. L'interior de la boca és negrós.
- 1 espina i 100-113 radis tous a l'aleta dorsal i 83-90 radis tous a l'anal.
- Presenta petits melanòfors escampats a la membrana de les aletes dorsal i anal.[6][7][8]

## Alimentació
Menja principalment peixos (com ara, arengs i seitons) i, en menor mesura, cefalòpodes, eufausiacis, amfípodes i Mysida.
A les illes Malvines és depredat per Cottoperca gobio, Salilota australis, l'agullat (Squalus acanthias), Bathyraja brachyurops i Bathyraja griseocauda; a Xile per Merluccius australis i Thalassarche melanophrys, i a l'Argentina per Dipturus chilensis.

## Hàbitat
És un peix marí, bentopelàgic, oceanòdrom i de clima subtropical (34°S-60°S, 79°W-52°W), el qual viu entre 30 i 500 m de fondària a la part exterior de la plataforma continental. Migra cap al sud a la primavera i l'estiu, i cap al nord a l'hivern.

## Distribució geogràfica
Es troba al Pacífic sud-oriental i l'Atlàntic sud-occidental: el sud de Xile i de l'Argentina.

## Observacions
És inofensiu per als humans i comercialitzat fresc, congelat i com a farina de peix.